# Перер Реле
Перер Реле (нім. Peter Röhle, 6 березня 1957) — німецький ватерполіст.
Бронзовий призер Олімпійських Ігор 1984 року, учасник 1976, 1988, 1992 років.
Бронзовий призер Чемпіонату світу з водних видів спорту 1982 року.
Чемпіон Європи з водного поло 1981, 1989 років, бронзовий призер 1985 року.